# Fraunhoferstraße (München)

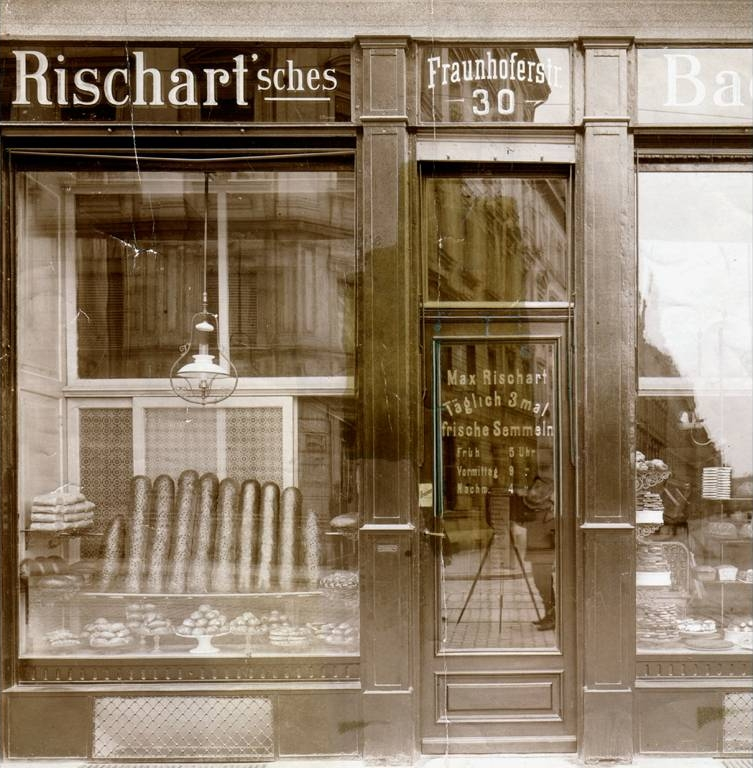
Geschäft in der Fraunhoferstraße etwa um 1900 (Bäckerei Rischart)

Die Fraunhoferstraße ist eine Innerortsstraße in München. Sie liegt im Stadtteil Isarvorstadt und grenzt das Gärtnerplatzviertel im Norden vom Glockenbachviertel im Süden ab.
Sie beginnt an der Müllerstraße, endet an der Reichenbachbrücke / Ecke Auenstraße und ist etwa 520 Meter lang. Benannt wurde sie nach dem deutschen Optiker und zweiten Ehrenbürger der Stadt, Joseph von Fraunhofer.

## Verkehrsbedeutung
Die Fraunhoferstraße ist eine Verkehrsachse von innerörtlicher Bedeutung, die den Altstadtring radial mit dem jenseits der Isar gelegenen Stadtviertel Au verbindet und sich über den Nockherberg bis Giesing fortsetzt. Sie wird aufgrund dieser Verbindungsfunktion stark vom Lieferverkehr genutzt.
Auf der vollen Länge fährt die Trambahn in der Fraunhoferstraße, mit einer Haltestelle an der Kreuzung Baaderstraße und Reichenbachstraße. Unter der Straße verläuft die Stammstrecke 2 der U-Bahn München mit dem U-Bahnhof Fraunhoferstraße mit den Ein- und Ausgängen an der Kreuzung mit der Klenzestraße sowie an der Reichenbachstraße und Baaderstraße. Es verkehren dort Züge der Linien U1, U2 und U7.

## Anfänge
Die von der Müllerstraße zur Reichenbachbrücke ziehende Fraunhoferstraße, die neben dem Tal und der Zweibrückenstraße die älteste Verkehrsverbindung der inneren Stadtbezirke mit den rechts der Isar sich ausdehnenden Münchner Stadtteilen darstellt, führt seit dem Jahr 1830 ihren Namen. Früher Zum Stadtbleichanger genannt, wurde sie zur Erinnerung an den bedeutendsten Optiker seiner Zeit Joseph von Fraunhofer benannt. Die Gegend entlang der heutigen Fraunhoferstraße war als „Stadtbleichanger“ bekannt, weil hier einst die Stadtbleiche angesiedelt war. Wer dort im Jahr der Namensgebung der Straße von der Müllerstraße kommend durch die Gasse Richtung Isar ging, hatte nur unbebautes und freies Land vor sich. Die Müllerstraße, die in ihrer ganzen Länge mit Pappeln bepflanzt war, grenzte an die damals noch in weiten Stücken erhaltene Stadtbefestigung mit dem Angertor und zwei vorgelagerten Bastionen als gemauerte Abtrennung. Entlang der Fraunhoferstraße selbst befand sich auf der Höhe des einstigen Colosseums, heute das Areal an der Kolosseumstraße, die Militär-Mahlmühle, am Mahlmühlbach gelegen, die seit dem 14. Jahrhundert als „Mühle in der Sälbenau“ bekannt war. Nördlich an der Müllerstraße sah man das um 1776 erbaute Militärlazarett stehen. Es machte später dem Luitpold-Gymnasium Platz. Der Weg hinüber zur Isar führte mitten durch Felder und Wiesen an zwei idyllischen Landsitzen vorbei, von denen einer samt dem schönen, mit alten Bäumen bewachsenen Garten erst im Jahr 1929 dem Bau des Postgebäudes zum Opfer gefallen war. Unweit davon befand sich auch eine Lederfabrik. Südlich dieser Fabrik reihten sich nächst der Isar die untere Pulvermühle, der romantisch gelegene Wollgarten an das alte Brachhaus (Brechhaus). Zwei Bäche, einer von ihnen als Blererbach bekannt, die durch Holzstege erreichbar waren, durchflossen das Gelände. Der Bau der ersten Reichenbachbrücke im Jahr 1842 hob die Bautätigkeit an der Fraunhoferstraße nur langsam. Eine im Jahr 1858 von Böttger angefertigte Panoramafotografie vom Petersturm aus zeigt an der Fraunhoferstraße nur wenig neue Bebauung. Nur 15 Jahre später war die Nordseite der Fraunhoferstraße bereits lückenlos bebaut, die Südseite hingegen, an der einst das königliche Heumagazin seinen Platz hatte, zeigte aber noch immer freie Wiesen und Gartenanlagen. In den folgenden Jahrzehnten war aber auch hier rege Bautätigkeit im Gange und ließen auch hier Wohnhäuser und unter anderem die alte Klenzeschule entstehen.

## Verkehrswende
Ende Mai 2019 hat der Münchner Stadtrat mit einer knappen Mehrheit entschieden, dass die Parkplätze entlang der Fraunhoferstraße aufgehoben und durch Radwege ersetzt werden sollen. In der ersten Augustwoche 2019 wurde das Vorhaben durchgeführt und der Straßenzug von allen parkenden Fahrzeugen befreit. Abschließend wurden die Fahrradstreifen mit rotem Belag kenntlich gemacht.

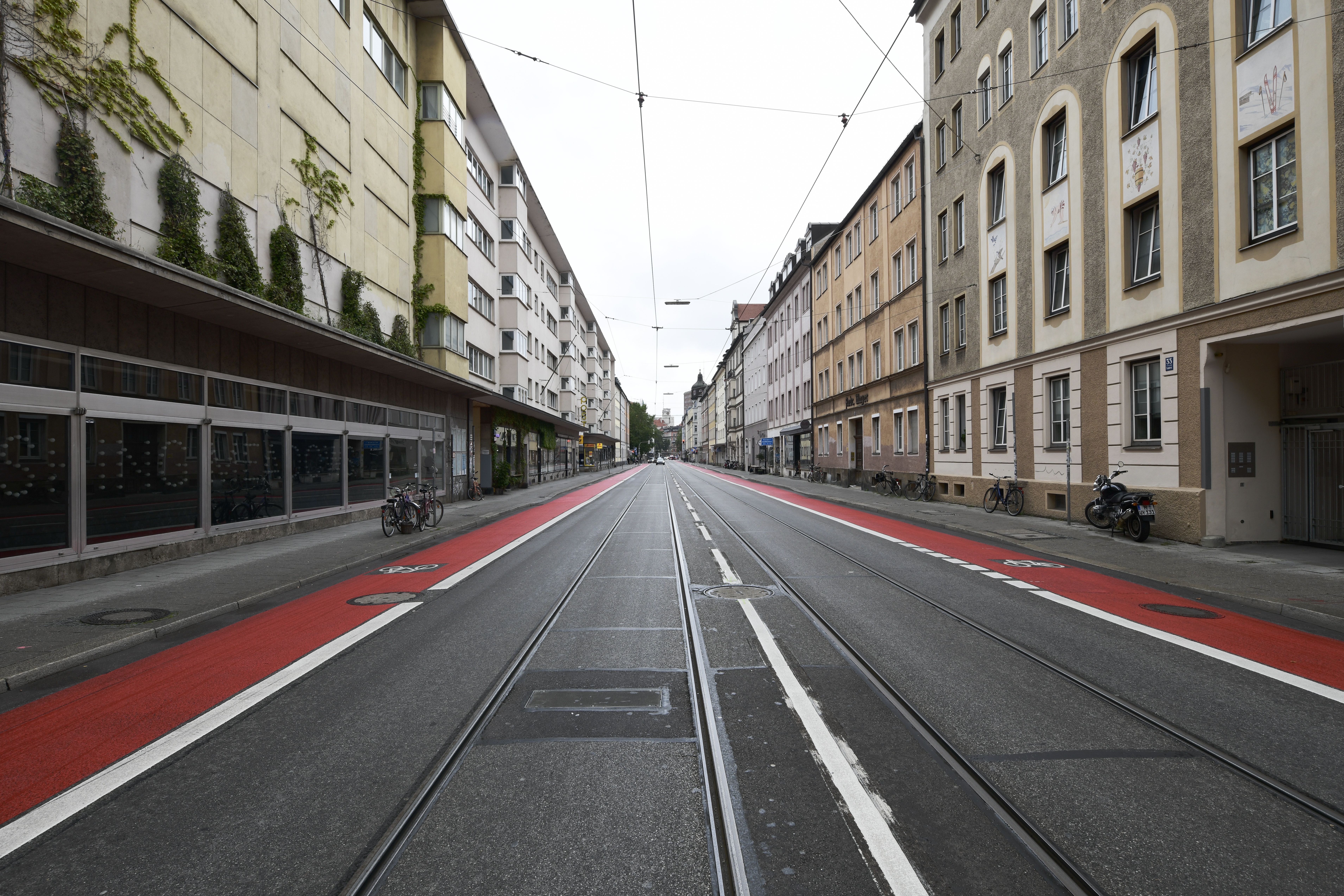
Die Fraunhoferstraße im September 2019.

## Baudenkmäler in der Fraunhoferstraße

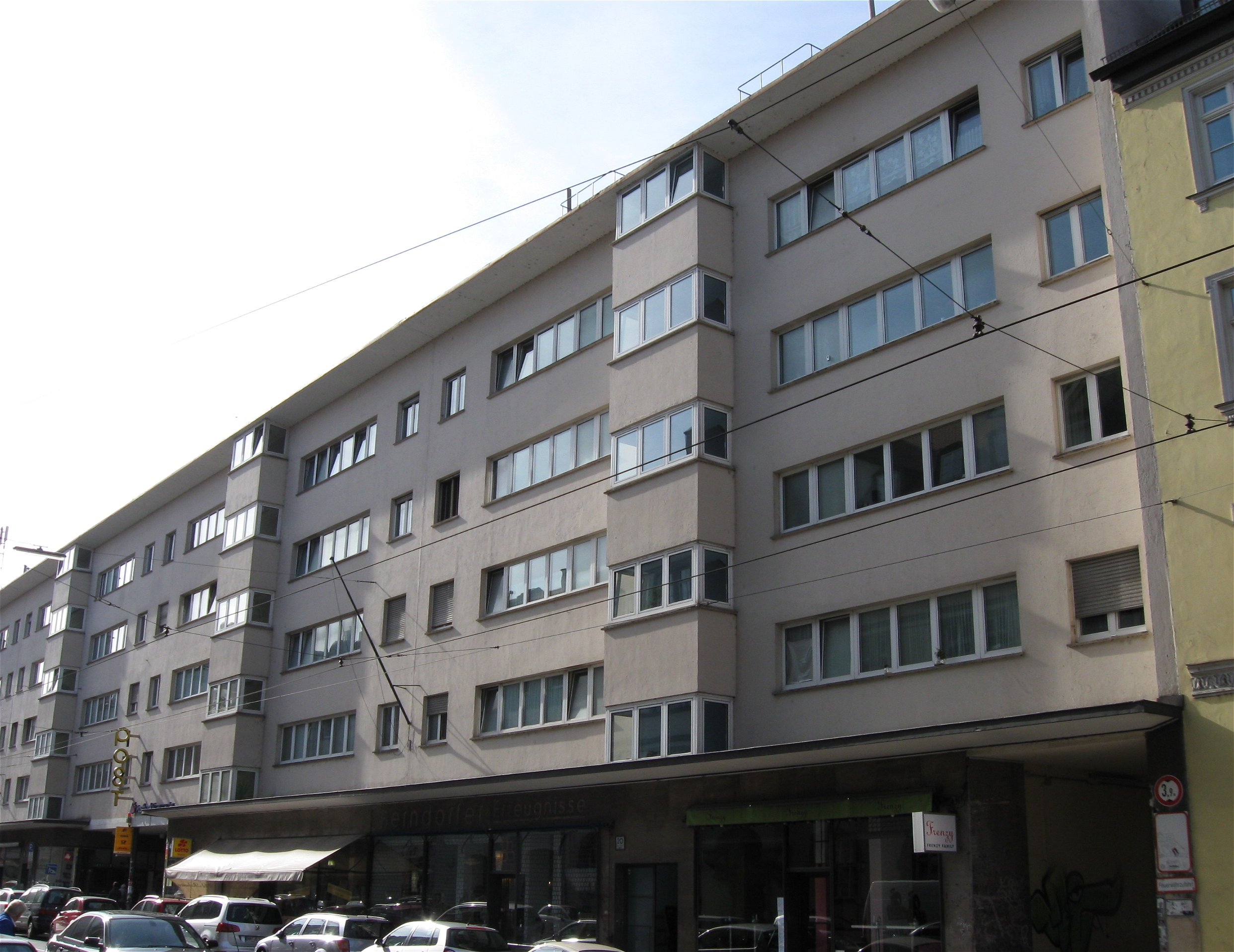
Postgebäude in der Fraunhoferstraße

In der Fraunhoferstraße sind 22 Gebäude der Straße als Einzelbaudenkmäler gelistet. An der Nordseite sind von Hausnummer 3 bis Hausnummer 21 alle Gebäude durchgängig als Baudenkmal ausgewiesen. Hausnummer 9 beheimatet die Gaststätte Fraunhofer mit dem Theater im Fraunhofer und dem Werkstattkino.
Architektonisch beachtenswert ist der Postblock (Fraunhoferstraße 20/22/24/26) mit dem ehemaligen Postamt München 5, 1929 von Robert Vorhoelzer und Walther Schmidt.
Siehe auch : Liste der Baudenkmäler in der Isarvorstadt